# قادة المحور في الحرب العالمية الثانية

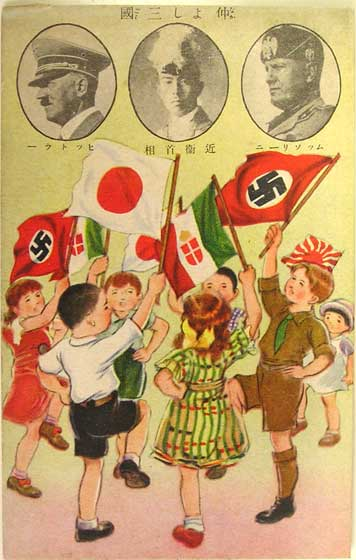
ملصق دعاية ياباني من عصر شوا يمثل أدولف هتلر وفوميمارو كونويه وبينيتو موسوليني، القادة السياسيين الثلاث الرئيسيين للمحور في 1940.

كان قادة المحور في الحرب العالمية الثانية شخصيات سياسية وعسكرية بارزة خلال الحرب العالمية الثانية. تأسس المحور مع توقيع الاتفاق الثلاثي في عام 1940 واتبع أيديولوجية قومية وعسكرية متشددة، مع سياسة مناهضة للشيوعية. خلال المراحل الأولى من الحرب، تأسست حكومات دمى في البلدان المحتلة. مع نهاية الحرب، واجه العديد من هؤلاء القادة محاكم جرائم حرب. كان القادة الأبرز في المحور أدولف هتلر من ألمانيا النازية وبينيتو موسوليني من إيطاليا الفاشية وهيروهيتو من إمبراطورية اليابان. خلافًا لما حدث مع الحلفاء، لم يعقد أي اجتماع مشترك لرؤساء حكومات الدول الرئيسية في المحور، على الرغم من أن هتلر وموسوليني التقيا بصورة منتظمة.

## مملكة بلغاريا (1941 - 1944)
- كان بوريس الثالث قيصر بلغاريا منذ عام 1918 حتى وفاته عام 1943.
- كان سيميون الثاني قيصر بلغاريا منذ عام 1943 حتى عام 1946، إلا أنه كان لم يبلغ السن القانونية بعد ولم يمتلك أي صلاحيات.
- كيريل، أمير (كنياز) بلغاريا رئيس مجلس الوصاية على العرش، 1943 – 1944.
- بوغدان فيلوف، رئيس وزراء، 1940 – 1943، عضو مجلس الوصاية على العرش، 1943 – 1944.
- دوبري بوجيلوف، رئيس وزراء، 1943 – 1944.
- إيفان إيفانوف باغريانوف كان رئيس وزراء في عام 1944. وحاول إخراج بلغاريا من الحرب وإعلان الحياد.
- كونستانتين مورافييف، رئيس وزراء، 1944. الاتحاد الوطني الزراعي البلغاري.
- كيمون جورجييف، رئيس وزراء 1944 – 1946.
- أليكساندر تسانكوف، رئيس وزراء حكومة بلغاريا في المنفى
- نيكولا ميخوف كان جنرالًا ملازمًا، ووزير دفاع بلغاريا
- كونستانتين لوكاش كان جنرالًا ملازمًا ورئيس أركان الجيش البلغاري
- ستويان ستويانوف كان صاحب الرقم القياسي في الانتصارات في إيس الفايتر في القوى الجوية الملكية البلغارية ب 14 نصرًا.
- فيرديناند كوزوفسكي كان جنرالًا ملازمًا في بلغاريا شغل منصب رئيس الجمعية الوطنية البلغارية منذ عام 1950 حتى عام 1965.
- داميان فيلتشيف جنرال عقيد بلغاري، ووزير دفاع بلغاريا.
- فلاديمير ستويتشيف كان جنرالًا عقيد بلغاريًا، ودبلوماسيًا وراكب خيل.

## الرايخ الثالث (ألمانيا النازية)
- كان أدولف هتلر زعيم ألمانيا النازية، بعد أن شغل في البداية منصب المستشار الألماني منذ عام 1933 حتى عام 1934. وأصبح هتلر لاحقًا فوهرر ألمانيا منذ عام 1934 حتى انتحاره في عام 1945. وصل هتلر إلى السلطة خلال فترة جمهورية فايمار في ألمانيا بعد الحرب العالمية الأولى التي نشأت بين العشرينيات وأوائل الثلاثينيات من القرن العشرين. خلال فترة حكمه، أصبحت ألمانيا دولة فاشية تبنت سياسة معادية للسامية أسفرت عن الهولوكوست. تبنى هتلر سياسية خارجية شديدة العدوانية أطلقت الحرب العالمية الثانية. وانتحر في 30 نيسان من عام 1945، إلى جانب إيفان براون، التي كانت عشيقته لفترة طويلة والتي تزوجها قبل أقل من 40 ساعة من وفاتهما.
- كان جوزيف جوبلز وزير التنوير العام والدعاية العامة للرايخ منذ عام 1933 حتى عام 1945. بصفته مؤيدًا متحمسًا للحرب، فعل جوبل كل ما بوسعه لتحضير الشعب الألماني لصراع عسكري شامل. وكان أحد المقربين من هتلر وأكثر أتباعه ولاء. بعد انتحار هتلر، سمم جوبلز وزوجته ماجدا أطفالهم الستة وانتحرا بعد ذلك أيضًا. وأصبح مستشارًا ليوم واحد قبل وفاته.
- كان هيرمان جورينج مارشال الرايخ ورئيس وزراء بروسيا. شغل جورينج عدة مناصب عامة منحت له من قبل هتلر. وكان قائد لوفتوافي، رئيس الرايخستاغ، والرئيس الأول للجستابو ووزير الاقتصاد والرئيس الأقصى لاقتصاد الحرب، ورئيس خطة الأربع سنوات، ومارشال الرايخ الألماني الأعظم ووزير غابات الرايخ الثالث وفي النهاية المدعى عليه رقم 1 في محاكمات نورنبيرغ. منح هتلر جورينج الصليب الكبير للصليب الحديدي مكافأة منه على قيادة جورينج الناجحة. وكان في الأساس خليفة هتلر المختار والضابط النازي صاحب ثاني أعلى رتبة. إلا أنه بحلول عام 1942، مع تضاءل قوته، خرج جورينج من الدائرة المفضلة لدى الفوهرر، غير أنه بقي قائد الأمر الواقع الثاني للرايخ الثالث. كان جورينج الضابط النازي الأعلى رتبة الذي مثل أمام محاكمات نورنبيرغ. وانتحر باستخدام السيانيد قبل تنفيذ حكمه.
- أصبح هاينريش هيملر القائد الثاني لألمانيا النازية في أعقاب سقوط جورينج بعد الخسائر المتكررة للوفتوافي التي كان يترأسها مارشال الرايخ، القائد الأعلى لجيش الوطن وقائد القوات الخاصة النازية. بصفته قائدًا لقوات الأمن الخاصة النازية، شغل هيملر أيضًا منصب القيادة العامة للجستابو. وكان المهندس الرئيسي لل «حل النهائي» وكان عبر قوات الأمن الخاصة النازية المشرف على معسكرات الاعتقال النازية ومعسكرات الإبادة وفرق الموت آينساتزغروبن. وكلف مسؤولية قيادية أخيرة في القضاء على من هم «أدنى من البشر» ممن اعتبروا غير جديرين بالحياة. قبل بفترة قصيرة من نهاية الحرب، عرض استسلام «ألمانيا» أمام الحلفاء الغربيين في حال نيله حصانة من المقاضاة بصفته قائدًا نازيًا. انتحر هيملر مستخدمًا السيانيد بعد أن وقع أسيرًا لدى الجيش البريطاني.
- يواكيم فون ريبينتروب، كان وزير الشؤون الخارجية الألماني منذ عام 1938 حتى عام 1945. حكم عليه بالإعدام شنقًا في نورنبيرغ.
- عين كارل دونيتز الأميرال الأعلى لكريجسمارين في 30 من شهر يناير من عام 1943 وشغل منصب الرئيس ل 23 يومًا بعد انتحار أدولف هتلر. خاض أسطول يو بوت تحت قيادته حرب غواصات المفتوحة خلال معركة الأطلسي. بعد الحرب حوكم دونيتز في نورنبيرغ وصدر بحقه حكم بالسجن ل 10 سنوات.
- لوتز غراف فون كروسيغك كان الوزير القائد للرايخ الألماني في عام 1945 خلال فترة حكومة فلنسبورغ التي كانت قصيرة الأجل.
- مارتين بورمان كان رئيس مستشارية الحزب النازي (بارتيكانزلي) والسكرتير الخاص لأدولف هتلر. حصل بورمان على ثقة هتلر واستمد سلطة كبيرة ضمن الرايخ الثالث عبر السيطرة على التواصل مع الفورر وبتنظيم تحركات أولئك الذين كانوا الأقرب له.
- رودولف هيس كان نائب هتلر في الحزب النازي. كان هيس يأمل بتحقيق نصر دبلوماسي ساحق بتحقيق السلام بين الرايخ الثالث وبريطانيا. سافر هيس إلى اسكتلندا في محاولة للتفاوض على السلام، إلا أنه اعتقل. حوكم هيس في نورنبيرغ وصدر بحقه حكم بالسجن مدى الحياة.
- روبيرت لي كان عضوًا في الحزب النازي ترأس جبهة العمل الألمانية منذ عام 1933 حتى عام 1945. وشغل أيضًا عددًا من المناصب العليا في الحزب، من بينها غاولايتر ورايخ سلايتر (وهي ثاني أعلى رتبة سياسية وعسكرية في الحزب النازي، خلف منصب الفورر مباشرة) والرايخسأورغانايزاتيونسلايتر. انتحر لي في الوقت الذي كان ينتظر فيه محاكمته في نورنبيرغ لارتكابه جرائم ضد الإنسانية وجرائم حرب.
- كان ألبيرت شبير وزير التسلح منذ عام 1942 حتى نهاية الحرب، وهو المنصب الذي كان مسؤولًا عن تنظيم معظم الأبعاد اللوجستية لمجهود الحرب الألماني. حوكم شبير في نورنبيرغ وحكم عليه بالسجن ل 20 عامًا.
- ألفريد روزنبيرغ كان فيلسوفًا ألمانيًا ومنظرًا أيديولوجيًا مؤثرًا في الحزب النازي. ويعتبر أحد المؤلفين الرئيسيين للعقائد الأيديولوجية الاشتراكية القومية الأساسية، بما في ذلك نظريتها العرقية، واضطهاد اليهود والمجال الحيوي وإبطال معاهدة فيرساي ومعارضة الحط من الفن المعاصر. خلال الحرب ترأس روزنبيرغ مكتب الشؤون الخارجية للحزب النازي ولاحقًا وزارة الرايخ للأراضي الشرقية المحتلة. بعد الحرب حكم على روزنبيرغ بالإعدام شنقًا حتى الموت في محاكمات نورنبيرغ.
- راينهارد هيدريش أوبر غروبن فوهرر (جنرال) وقائد الشرطة ورئيس مكتب الأمن الرئيسي للرايخ (بما في ذلك الجستابو وكريبو والشرطة الأمنية الألمانية) ونائب رئيس حماية الرايخ لبوهيميا ومورافيا (في ما هو اليوم جمهورية التشيك). شغل هيدريش منصب رئيس الإنتربول وكان واحدًا من أبرز المخطيين للهولوكوست. توفي هيدريش إثر جروح بعد محاولة اغتيال في براغ في عام 1942.
- إرنست كالتنبرونر كان أوبر غروبن فوهرر (جنرال). وعين من قبل هيملر رئيسًا للشرطة الأمنية الألمانية في شهر يناير من عام 1943، وشرطة الأمن التي كانت مكونة من اندماج قوات الجستابو (شرطة الدولة السرية) والكريبو (الشرطة الجنائية) ومكتب الأمن الرئيسي للرايخ، بعد اغتيال راينهارد هيدريش. إضافة إلى ذلك، ترأس كالتنبرونر فرق الموت المسماة آينساتزغروبن. وكان القائد الأعلى رتبة لقوات الأمن الخاصة النازية الذي مثل أمام محاكم نورنبيرغ ويعدم.
- فيلهيلم كاناريس كان أميرالًا ألمانيًا ورئيس أبفير، فرقة الاستخبارات العسكرية الألمانية، منذ عام 1935 حتى عام 1944. خلال الحرب العالمية الثانية، كان كاناريس من بين الضباط العسكريين الذين يعارضون سرًا أدولف هتلر والنظام النازي. أعدم كاناريس في معسكر فلوسينبورغ للاعتقال بتهمة الخيانة العظمى.
- فيلهيلم كايتل كان جنرالًا في الجيش ورئيس القيادة العليا للفيرماخت، خلال الحرب. حكم على كايتل بالإعدام شنقًا حتى الموت في محكمة نورنبيرغ بسبب ارتكابه جرائم حرب.
- ألفريد جودل كان جنرالًا عسكريًا وقائد عمليات الفيرماخت خلال الحرب. شأنه شأن قائده، حكم على كايتل في محكمة نورنبيرغ بالإعدام شنقًا حتى الموت.